# HMS Fame (H78)
HMS Fame (H78) là một tàu khu trục lớp F được Hải quân Hoàng gia Anh Quốc chế tạo vào đầu những năm 1930. Trong Chiến tranh Thế giới thứ hai, nó chủ yếu hoạt động bảo vệ các đoàn tàu vận tải, truy tìm và tiêu diệt tàu ngầm đối phương tại Đại Tây Dương. Được đưa về lực lượng dự bị sau chiến tranh, nó được chuyển cho Hải quân Dominica vào tháng 2 năm 1949 dưới tên gọi Generalisimo, đổi tên thành Sanchez vào năm 1962, và được cho ngừng hoạt động năm 1968.

## Thiết kế và chế tạo
Lớp tàu khu trục F có đặc tính tương tự như Lớp tàu khu trục C và D dẫn trước vào năm 1931, nhưng có dáng lườn tàu và cầu tàu được cải tiến, được bố trí ba phòng nồi hơi thay vì hai, và pháo QF 4,7 inch (120 mm) có thể nâng đến góc 40° thay vì 30° như ở lớp trước.
Fame được đặt hàng trong Chương trình Chế tạo Hải quân 1932; do hãng Parsons Marine Steam Turbine Company ở Wallsend chế tạo, nhưng lườn tàu được hãng Vickers Armstrongs ở Barrow-in-Furness gia công. Nó được đặt lườn vào ngày 5 tháng 7 năm 1933; được hạ thủy vào ngày 28 tháng 6 năm 1934 và hoàn tất vào ngày 26 tháng 4 năm 1935.

## Lịch sử hoạt động
Vào năm 1939, Fame được phân về Chi hạm đội Khu trục 8 trực thuộc Hạm đội Nhà, hoạt động như tàu hộ tống chống tàu ngầm cho hạm đội. Đến năm 1940, nó tham gia Chiến dịch Na Uy, và đã trợ giúp vào việc triệt thoái khỏi Bodø. Vào tháng 10 năm 1940, nó gặp tai nạn va chạm với chiếc Ashanti gây hư hại nghiêm trọng, phải được kéo đến xưởng tàu Chatham và sửa chữa mất gần hai năm.
Vào tháng 9 năm 1942, Fame quay trở lại phục vụ, và được phân về Đội hộ tống B-6 trong vai trò soái hạm dưới quyền chỉ huy của Trung tá Hải quân R. Heathcote. Nó hoạt động hộ tống bảo vệ các đoàn tàu vận tải, tìm và tiêu diệt tàu ngầm U-boat của Đức, và cứu vớt những người sống sót. Hoạt động hộ tống vượt Đại Tây Dương đầu tiên của nó là với Đoàn tàu vận tải SC 104, một cuộc đụng độ lớn với tổn thất 8 tàu bị đánh chìm, 2 chiếc khác bị hư hại, đổi lại 2 chiếc U-boat bị tiêu diệt và 2 chiếc khác bị hư hại phải rút lui. Fame có công trong việc đánh chìm U-353 vào ngày 16 tháng 10 năm 1942, nhưng cũng bị hư hại trong cuộc đụng độ.
Fame quay trở lại hoạt động vào tháng 12, và đang khi hộ tống cho Đoàn tàu ON 155, đã được cho tách ra để trợ giúp Đoàn tàu ON 154 vốn đang bị tấn công ác liệt. Trung tá Heathcote được cử ra chỉ huy đoàn hộ tống sau khi Trung tá Windeyer trên chiếc HMCS St Laurent bị đột quỵ do kiệt sức. Trong cuộc chiến đấu kéo dài năm ngày, Đoàn tàu ON 154 bị mất 14 tàu vận tải, và có một chiếc U-boat bị đánh chìm.
Đến tháng 2 năm 1943, Fame hộ tống cho Đoàn tàu ON 165, bị mất 2 tàu vận tải và đánh chìm 2 chiếc U-boat. Fame đã tiêu diệt U-69 trong trận này;  và HMS Viscount, một tàu hộ tống khác, đã đánh chìm U-201. Đến tháng 8, giờ đây dưới quyền chỉ huy của Trung tá R. A. Currie, Fame dẫn đầu đội hộ tống cho Đoàn tàu ON 206, vốn cùng với Đoàn tàu ONS 20 bị lực lượng U-boat tấn công. Sáu chiếc U-boat đã bị đánh chìm đổi lấy việc một tàu vận tải bị mất.
Vào tháng 5 năm 1944, Fame chuyển sang hoạt động tuần tra tại Khu vực Tiếp cận Tây Nam như một phần của Chiến dịch Neptune, như là chiếc dẫn đầu của Đội hộ tống 14. Trong thời gian này, nó tham gia vào việc đánh chìm U-767 của Đội hộ tống 14 vào ngày 18 tháng 6 năm 1944. Đến tháng 7, nó quay trở lại nhiệm vụ hộ tống tại Đại Tây Dương, tiếp tục cho đến khi chiến tranh kết thúc.
Vào năm 1947, Fame được đưa về lực lượng Hải quân Dự bị. Đến tháng 2 năm 1949, nó được chuyển cho Hải quân Dominica dưới tên gọi Generalisimo, rồi được đổi tên thành Sanchez vào năm 1962, và được cho ngừng hoạt động và tháo dỡ vào năm 1968.